# 謝安琪
謝安琪（英語：Kay Tse，1977年3月13日—），香港女歌手、作曲人、演員，被譽為「樂壇天后」
。2005年加入香港樂壇，出道初期的音樂作品多以香港社會民生為題材，並會諷刺時弊、探討時下話題。
2008年，她憑藉《囍帖街》奪得香港四大電子傳媒頒奬典禮所有的年度歌曲獎，包括「勁爆年度歌曲」、「叱咤樂壇至尊歌曲」、「全球華人至尊金曲」和「金曲金獎」，並橫掃多個歌手獎項。2009年，她首次在紅館舉辦個人演唱會後，亦數度舉行不同主題的紅館演唱會。其後，陸續發行多首作品如《獨家村》、《羅生門》和《山林道》等也獲得不少迴響，在串流平台獲得超過一千萬的播放量；專輯如《Binary》、《Kontinue》以及2018年起與男歌手麥浚龍合作推出的《the album》合輯系列，分別奪得「至尊唱片」、「年度專輯」等年度唱片奬項。2014年，曾與夏森美一同成立邁亞音樂，亦於2021年自資成立個人音樂品牌「淺白本部」。
除了歌唱事業以外，謝安琪亦涉足影視界，包括2016年參演無綫電視劇集《殭》及2023Viu劇集《法與情》等。2024年，憑藉其主演電影《4拍4家族》入圍香港電影金像獎最佳女主角。
此外，她在2010年獲選香港十大傑出青年，並曾囊括叱咤樂壇流行榜頒獎典禮的「女歌手金獎」、「至尊歌曲」、「至尊唱片」、「我最喜愛的女歌手」和「我最喜愛的歌曲」；奪得《十大中文金曲》的「全球華人至尊金曲」和「最優秀流行女歌手」；連續多屆在由網民投票的「女神選舉」中當選冠軍，獲封「高登永遠榮譽女神」。當中，隨著2018年首次奪得叱咤樂壇女歌手金獎，謝安琪成為叱咤樂壇頒獎禮史上唯一一位獲得「叱咤大滿貫」殊榮的女歌手，坐穩「樂壇天后」的地位。
此外，謝安琪因與合作夥伴理念不合，故2021年自立門戶成立「淺白本部」。

## 簡介

### 早年生活
謝安琪因媽媽和阿姨喜歡外國歌手，舅父則是研究日本而使她從小接觸外國和日本的歌曲。在耳濡目染下，她自幼便很喜愛音樂，但只限於古典音樂，她對當時流行音樂的認識仍然很少。
謝安琪從6歲開始學習音樂及鋼琴，考獲8級鋼琴資格，亦會彈結他。跟丈夫張繼聰同於中學時期就讀大埔恩主教書院。於1994年香港中學會考考獲最佳六科合共21分的成績，但在香港高級程度會考中失手，只能入讀香港公開大學，修讀翻譯及語言學。2002年入讀香港大學文學院，主修美國研究，於2005年畢業。途中，她曾經擔任鋼琴教師和英文代課老師。
謝安琪在大學畢業後至出道時為了使牙齒更整齊，在偶然下「箍牙」。甚至在2005年出道時也一直佩戴牙箍。直至2006年才將「牙箍」拆掉。
她在大學時已參加歌唱比賽，在2002至2003年度於香港大學歌唱比賽憑著翻唱孫燕姿的歌曲《相信》，獲得評判之一的音樂監製周博賢（Adrian）及陳哲廬（Jerald Chan）賞識，並邀請她加盟Ban Ban Music。她在出道前，曾在香港一些大型商場作過現場表演。初出道時，唱片公司特意保持她的神秘感，不讓她向公眾露面，只派歌上台，以聲線吸引聽眾注意。

## 歌唱事業

### 出道初期：2005年－2007年
2005年1月5日，謝安琪首支派台作品《姿色份子》率先出爐，並於同年4月正式成為香港女歌手。謝安琪於同年5月5日推出了個人首張大碟《Kay One》，全碟共收錄10首新歌，其中歌曲《姿色份子》、《我歌......故我在》、《臭男人》、《開卷快樂》及《一人之夏》亦曾派台。
2005年12月16日，《Kay One》的加強版《Kay One Plus》面世，並多收錄了歌曲《跟我走》。但謝安琪似乎未得到傳媒的支持，只有叱咤903除外。她的6首派台歌曲先後在903上榜，並於該年的頒獎禮取得「生力軍女歌手銅獎」。取了叱咤獎之外，她又取得香港電台的「新人優異獎」。同年人才輩出，新人有側田、衛蘭、王菀之、方大同及其夫張繼聰等等。她雖未在新城勁爆頒獎禮及TVB舉行的勁歌金曲頒獎典禮中取得獎項，但卻憑歌曲《跟我走》取得TVB勁歌金榜冠軍，這亦是謝安琪首次奪得四大傳媒冠軍歌。

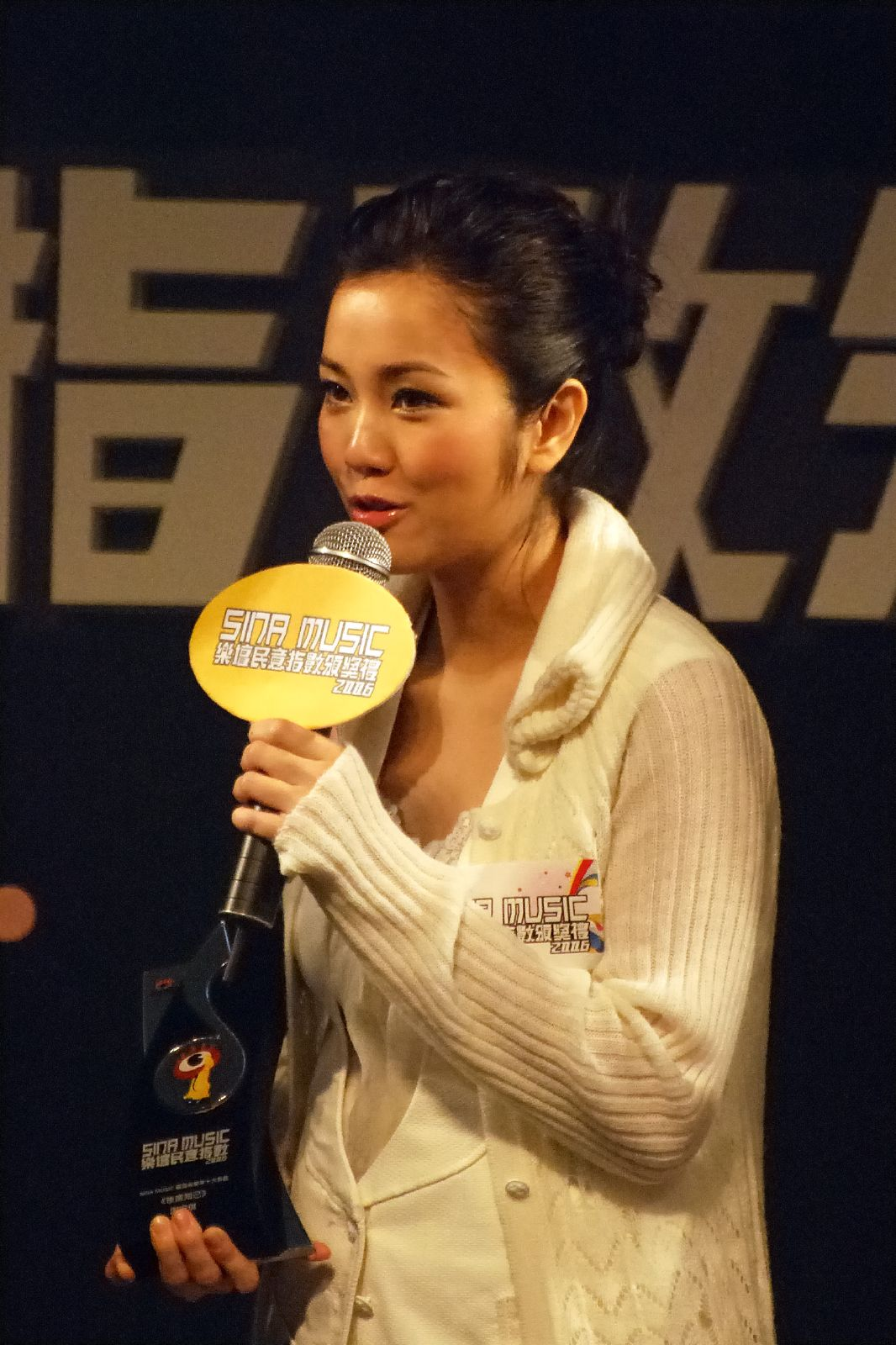
2006年SINA頒獎禮的謝安琪。

2006年，謝安琪開始受到各界注視。在6月2日推出《Ksus2》，派台歌為《愁人節》、《亡命之途》及《菲情歌》。她憑著《愁人節》嶄露頭角，成為商業電台903專業推介及TVB勁歌金榜冠軍，更首奪「叱吒十大」獎項（第十位）。她也憑著《亡命之途》首奪「CASH金帆音樂獎最佳女歌手演繹獎」，獲得業內音樂人認同。其後和劉浩龍合唱的歌曲《滄海遺珠》亦獲派台。同年10月12日，謝安琪簽約加盟環球唱片旗下新藝寶唱片。
2006年11月27日，謝安琪在經理人和唱片公司高層陪同下會見傳媒，宣布懷有三個月身孕，並在2007年1月推出新碟和舉行音樂會後，暫別樂壇半年安心養胎，直至2007年底才復工。後來謝安琪接受想飛傳播創辦人劉倩怡訪問，承認自己未婚懷孕。
1月18日 ，謝安琪第三張專輯，新曲加舊歌重新混音大碟《The First Day》推出，當中第一派台歌《後窗知己》為《亡命之途》的延續篇，講述女主角遇上交通意外後靈魂重回男朋友身邊。而第二派台歌《節外生枝》更取得903專業推介、香港電台中文歌曲龍虎榜及TVB勁歌金榜冠軍的佳績。
2007年12月，謝安琪在產子復出後推出第四張專輯《3/8》，是一張新歌加精選碟。三首新歌全為派台歌曲，包括《3/8》、《鍾無艷》和《神奇女俠的退休生活》。第一派台歌《3/8》在叱咤903熱播，播放率接近200次，是全年播放率最高的非冠軍歌曲。而《鍾無艷》和《神奇女俠的退休生活》亦分別取得兩冠一亞及兩冠一亞一季的成績。她更奪得首個「叱咤樂壇女歌手」獎項（銅獎）。

### 走紅時期：2008年－2009年
2008年中，先派出歌曲《十七度》，得到903專業推介、新城997勁爆本地榜、TVB勁歌金榜冠軍及一台季軍的佳績，更憑此曲再獲「CASH最佳女歌手演繹獎」。另外與關楚耀合唱的《四面楚歌》亦取得三冠一亞的佳績。第二首派台歌曲《囍帖街》更是2008年其中一首最當紅的歌曲，成為第六首2008年四台冠軍歌曲，網上點擊率近300萬。7月推出大碟《Binary》，銷量達到白金，佔據HMV大碟榜連續三週冠軍，共上榜22星期，更獲得香港唱片商會有限公司（HKRMA）唱片商會的「第三屆最受歡迎音像大獎」。因為《Binary》好評如潮，唱片公司原定年底在九龍灣國際展貿中心Star Hall或香港會議展覽中心舉行的演唱會，亦延後到2009年在紅磡體育館舉行。
歌曲《囍帖街》俗稱囍帖街的利東街，位於灣仔區，是香港著名的印刷品製作及門市集中地，以印刷喜帖著名。市建局強行收歸業權，惹來不少居民持續反對，但最終還是被政府於2007年底清拆。利東街以至中環天星碼頭和皇后碼頭的清拆事件，已成社會焦點議題，而《囍帖街》則透過流行文化再喚起香港人的集體回憶，提醒人們反思香港的保育政策。在《叱咤樂壇流行榜頒獎典禮》上，填詞人黃偉文也表示《囍帖街》其實不是一首情歌，而是一首勵志歌，旨在以愛情故事傳遞保育信息。
不過，謝安琪於2008年11月初因氣胸（俗稱爆肺）入院並接受手術。謝安琪的左肺之前曾三度爆裂，共做了三次手術，更有心律不正情況，唱歌不能用力。。
12月，謝安琪出院後首個工作是為宮崎駿電影《崖上的波兒》粵語版配音，聲演女主角理莎，並為該電影主題曲主唱及創作歌詞，這是她繼《開卷快樂》後的第二次填詞作品。。
謝安琪憑《囍帖街》及大碟《Binary》於2008年度的各大頒獎禮中橫掃多個獎項，12月26日奪得《新城勁爆頒獎禮2008》的「新城勁爆年度歌曲大獎《囍帖街》」及首次奪得「新城勁爆女歌手」、「新城勁爆我最欣賞女歌手」。在元旦舉行的2008年度《叱咤樂壇流行榜頒獎典禮》上獲得最多獎項，共六個獎，分別為「叱咤樂壇我最喜愛的女歌手」、「叱咤樂壇我最喜愛的歌曲大獎《囍帖街》」、「叱咤樂壇至尊歌曲大獎《囍帖街》」﹑「叱咤樂壇至尊唱片大獎《Binary》」、「叱咤樂壇女歌手銀獎」及「四台聯頒音樂大獎 － 歌曲獎《囍帖街》」。其後在無綫電視的《十大勁歌金曲頒獎典禮》奪得「十大勁歌金曲金獎」。她於1月18日舉行的2008年度《十大中文金曲頒獎禮》上，除了首次奪得「十優歌手」、「十大歌曲《囍帖街》」和「全球華人至尊金曲《囍帖街》」外，還首次獲得「四台聯頒音樂大獎 ─ 傳媒大獎」，成為2008年度香港四大電子傳媒音樂頒獎典禮的大贏家。此曲亦獲得「CASH最佳旋律」、「CASH最佳歌詞」。不過她的事業並非一帆風順。
2009年3月，新碟的首支派台歌曲《祝英台》。第二首主打歌曲《年度之歌》於3月13日，即在她32歲生日當天派台，謝安琪接受2009年3月8日商業電台叱咤903節目《豁達人潮》訪問，說這首歌乃對應去年的《囍帖街》，表達的是歌曲即使如何熱播，下一年都會被樂迷淡忘。此曲獲得「叱吒十大第八位」及憑此三奪「CASH最佳女歌手演繹獎」。謝安琪亦再奪「女歌手銀獎」。
謝安琪於2009年3月19日推出她的大碟《Yelling》。此唱片一推出，即日已經有金唱片訂單。更是近年少見有兩首四台冠軍歌的大碟：第一首派台歌曲《祝英台》成為首支2009年四台冠軍歌曲，官方MV至今點擊率超過145萬。第二首派台歌曲《年度之歌》亦成為第六首2009年四台冠軍歌曲，官方MV至今點擊率超過210萬。
同年5月，謝安琪於紅磡體育館首次舉辦個人演唱會，名為《好多謝安琪吶喊演唱會2009》，由於反應熱烈加開至七場。阿姐汪明荃擔任尾場演唱會表演嘉賓，獻唱首本名曲《熱咖啡》及與謝安琪合唱《用愛將心偷》，掀起全晚高潮；汪更封謝安琪為接班人。同年12月謝安琪舉辦同名演唱會的澳門站。
2009年11月5日，新碟第一主打歌《活著》派台，得到三冠一季佳績，並於12月21日推出第七張個人大碟《Slowness》。

### 低潮時期：2010年－2013年

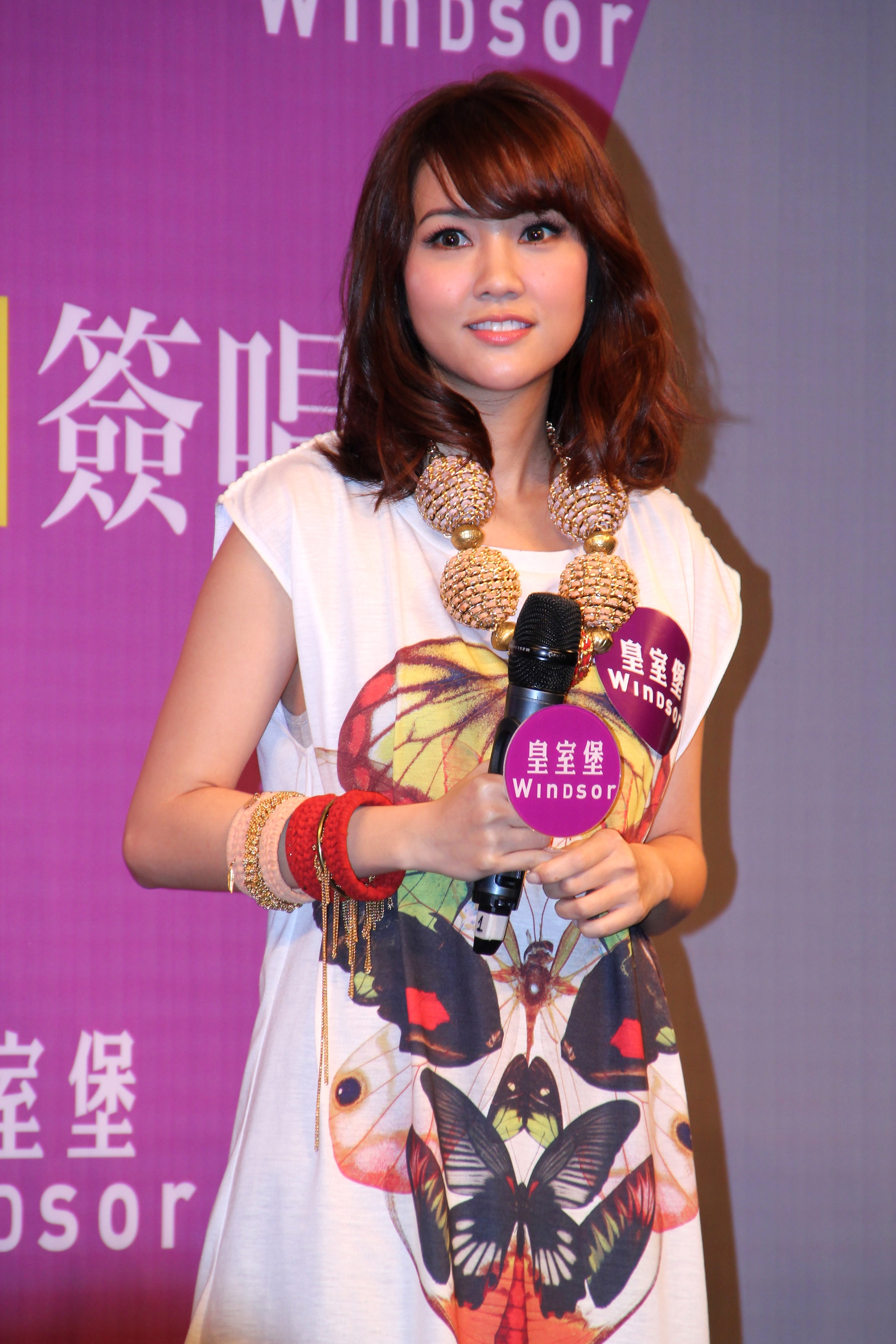
謝安琪出席簽唱活動（2012年2月26日）

2010年，《Slowness》專輯中的《藝妓回憶錄》、《雨過天陰》及《載我走》相繼派台，《藝妓回憶錄》及《雨過天陰》亦同樣取得一冠一亞的成績。
2010年8月23日，新藝寶唱片於半島酒店舉行記者會，宣布謝安琪以七位數金額續約給新藝寶五年，並於同日將首支國語主打歌《脆弱》正式派台。《脆弱》取得兩冠一亞的成績，亦在2010年度叱咤樂壇流行榜頒獎典禮中得到歌曲獎的第三位。另一支國語派台歌《再見》亦取得一冠一季的成績。她首張國語大碟《第二個家》先於11月5日在臺灣推出，11月10日再於香港、澳門及中國大陸正式推出。
《第二個家》的反應比起《Slowness》相對慘淡，評價亦一般，不少樂評認為這張碟並不切合謝安琪一貫的個人風格，較為普通。但亦有評論認為由於是首次推出國語碟，歌曲創作方面難免比較保守，國語咬字和感情表達亦有待改善。
然而，由方大同作曲、李焯雄填詞的《脆弱》憑著動聽旋律和悽慘的歌詞，取得不俗評價，也在電台取得兩冠一亞的佳績，更獲得「叱咤十大－第三位」。MV於10月14日上載YouTube，至今累積觀看次數超過285萬，更一度是謝安琪所有MV之中總觀看次數最多的作品，後來被《你們的幸福》超越。謝安琪亦在叱咤三奪「女歌手銀獎」。
5月23日，一年半沒有發表廣東歌的謝安琪將第一主打《十二月二十》派台，歌曲敘述富人和窮人如何渡過2012年12月20日的世界末日前夕，讓聽眾反思人性和貧富懸殊等問題。曲風輕快，歌詞帶有諷刺意味，很像初出道時的作品。派台後成為三台冠軍歌。第二主打《你們的幸福》於8月15日派台，內容談及人們面對社會上的問題，選擇將生活填得密密麻麻，這種忙碌和麻木在他們眼中反而是幸福。派台後同樣成為三台冠軍歌，謝安琪憑此曲四奪「CASH最佳女歌手演繹獎」。MV於同月29日上載至YouTube，至今累積觀看次數超過600萬，更一度是謝安琪所有MV之中總觀看次數最多的作品，後來被《山林道》超越。同名專輯《你們的幸福》於10月14日發行，銷量和口碑都不俗，推出第二版，更獲選為華語金曲獎專業評審團的年度十大粵語唱片第一名。謝安琪亦在叱咤四奪「女歌手銀獎」。
2012年1月5日，《臨崖勒馬》派台，取得一冠兩亞的成績。同月13至14日，謝安琪再次於紅磡體育館舉辦演唱會。受到HKRIA版權風波影響，人氣下跌，大眾關注程度及場數明顯不及2009年的演唱會，演唱會前亦傳聞不斷：經理人夏森美與環球唱片不和，以及謝安琪須賠償巨額解約金與環球唱片解約，所以環球唱片的高層及旗下歌手沒有出席演唱會及慶功宴。不過謝安琪仍憑著堅定的意志及對音樂的熱愛，順利完成一連兩場的紅館個唱，5月11日，夏森美證實謝安琪已與環球唱片達成共識，可以和平解約。
與環球唱片解約後，謝安琪回復自由身，迅速與無綫電視（TVB）修補關係，無綫開始對謝安琪解禁，因版權風波期間，她被傳媒抹黑為首位「推咪」，即不接受《TVB娛樂新聞報道》訪問的四大唱片公司歌手，後來無綫內部有人指出，其實是環球唱片公司的宣傳人員阻止TVB娛樂新聞台的採訪。同年7月2日，《TVB娛樂新聞報道》終於報導謝安琪的相關新聞，播放其訪問片段。但整段封殺時間歷時兩年半，對謝安琪的人氣有重大影響，7月7日正式再次踏上TVB的舞台，亮相《翡翠歌星紅白鬥》，她亦透露將會跟無綫簽歌星合約。8月2日，為TVB錄影《環遊世界明星賽》8月26日，為香港小姐競選擔任嘉賓，9月22日出席《星光熠熠耀保良》，與TVB視帝黎耀祥跟隨粵劇老倌學藝，並粉墨登場上演《帝女花之香夭》。9月27日，與蘇永康合唱的《獨行俠侶》派台，取得一冠一季的成績。10月，謝安琪出席星煥國際的週年活動時正式加盟星煥國際，並透露會推出新歌，新碟則翌年才推出。
10月27日，謝安琪參與一齣百老匯規模的音樂劇——《珍愛沉默的眼淚》（LOVING THE SILENT TEARS），在美國洛杉磯聖殿劇院盛大演出。《珍愛沉默的眼淚》是僅演一次的慈善表演，描述人類尋找內在的和平與快樂之旅。導演為東尼獎入圍者文生·派特森 （Vincent Paterson），舞蹈指導為艾美獎得主邦妮·史朵莉（Bonnie Story）。兩次獲奧斯卡獎的作曲家阿爾·卡莎（Al Kasha）親自譜寫數首歌曲以外，多位百老匯和荷里活的獲獎作曲家共襄盛舉。謝安琪所演唱的歌是唯一一首由清海無上師作詞並作曲的《與石頭佛對話》（TALKING TO A STONE BUDDHA）。她表示：「我將演唱的這首歌曲頗具意義，因為我來自香港，一個步調很快的城市，而這首清海無上師所寫的詩歌談到如何敞開心懷，擁抱這個美麗的世界。我想這對我們每個想要找尋人生和心靈和平的人來說，是非常適合的。」
2013年3月29日，謝安琪將台灣唱片代理簽約給金牌大風，並於台北出席加盟記者會，並推出首支國語主打《I Have A Dream》。廣東第一主打《最好的時刻》派台後成為第二首2013年四台冠軍歌曲，是謝安琪的第四首四台冠軍歌，亦於年底多個樂壇頒獎禮中獲獎。9月17日，在國語專輯發行前，舊東家新藝寶唱片發行謝安琪第二張新歌+精選輯《最好的時刻2006-2012》。
9月20日發行第二張國語專輯《謝－安琪》，意思是找了她的朋友，包括鄧紫棋、張敬軒、蘇永康、張芸京、方大同、曾寶儀、孫燕姿、王樂妍、蘇打綠介紹值得感謝謝安琪的事，說盡都市女人的心聲。香港正式派台歌為第一國語主打《兩雙》（featuring吉克隽逸，肯德基中國大陸廣告歌），第二國語主打為《眼淚的名字》，派台成績理想，獲得兩冠兩亞，MV至今點擊率亦逾230萬。同月亦發佈新歌《我們都被忘了》MV至今點擊率超過280萬。這張國語專輯登上QQ音樂2013首發年終盤點中專輯榜的第8位。因唱片公司星煥國際於2013年底結束，本預定推出的全新廣東專輯受到影響，延遲推出。同年12月，謝安琪參加中國大陸深圳衛視唱歌對賽節目中國音超，其中一場演唱林俊傑作品《她說》，獲評判一致好評，個人得分高達9.91，是全場之冠。演唱片段上載至YouTube後，反應熱烈，至今點擊率逾120萬。她最終亦獲得中國音超女子組銀獎。

### 巓峰時期：2014年－2020年
上半年，謝安琪繼續於中國大陸和台灣宣傳專輯，3月22日於台北ATT show box舉行《眼淚的名字 台北演唱會》，實踐紮根台灣的第一步。由於她與金牌大風只有一張國語專輯發行的合約，因此並未受華納唱片收購金牌大風一事影響。同年5月23日，於北京出席加盟「華誼兄弟音樂」的簽約發布會，表示華誼將擁有中國大陸的代理發行權，邁進大陸的音樂市場，並嘗試多方面發展。
5月14日，謝安琪表示加盟由經理人夏森美成立的新唱片公司邁亞音樂。6月9日，一年多沒有發表廣東歌的謝安琪發佈由她作曲及監製的第一主打《勢不兩立》，曲風搖滾，派台後成為第五首2014年四台冠軍歌曲，是該年第一位女歌手獲得四台冠軍歌，也是謝安琪第五首四台冠軍歌及《Kontinue》中的第二首四台冠軍歌。勢不兩立MV於7月11日在香港銅鑼灣時代廣場大螢幕作全球首播。強勢回歸香港樂壇的活動還有於9月27日與師弟goldEN在麥花臣場館舉行《謝安琪 X goldEN二元對立音樂實驗場》。
6月30日晚上，謝安琪的公司在Youtube發佈首度曝光的《雞蛋與羔羊》MV。根據製作團隊在介紹的註解，此歌是繼《最好的時刻》又一「黑奴」系列之作，並取材自本屆奧斯卡金像獎最佳電影《被奪走的12年》，講述一個自由人一夜變成奴隸的故事。由於此歌在香港主權移交日前夕發佈，歌詞及MV畫面引起香港人聯想，對社會狀況的共鳴，即成為全城熱話，短時間內於社交網站上瘋傳，網民討論謝安琪及製作人周博賢的立場，推測含有政治隱喻，喻意要敢於反抗、爭取自由，讚揚歌曲敢於為民發聲，並形容謝安琪為「香港樂壇的民主女神」，翌日的七一大遊行也有人播放此曲。官方MV至今點擊率超過348萬，並打入2014年香港十大最潮YouTube音樂影片。
歌曲發佈後本來在中國大陸各大視頻和音樂網站上都可以找到，但第二日即被全網封殺，絕跡於公開下載渠道，新浪微博也屏蔽了該曲相關的字眼。數天後部份大陸視頻網頁對歌曲解封，現時已能播放及下載無礙。商業電台於7月1日起連續3日播放了5次該曲，可惜唱片公司稱該曲並未正式派上電台，商台自7月4日起就沒有再播放。7月4日新城電台節目《寂寞留聲群》播放了1次，同日香港電台第二台節目《敏感時刻》亦播放了1次。7月10日，周博賢表示歌曲主力分享於YouTube，暫不作派台。
「邁亞音樂」成立數月後，推出久違三年的廣東大碟《Kontinue》，全碟共收錄11首歌曲。專輯推出的日期多番延遲，最後於2014年9月29日正式發行。唱片深得香港人歡迎，認為歌曲有弦外之音，反映香港的局勢。歌曲題材包羅萬有，由以幽默方式談及香港四處都有人拖著行李箱的《篋神》，說香港多元之美的點題作品《C餐》，以至有關世界二元對立論的《勢不兩立》，都意味深長。第二主打《獨家村》（全碟第三主打）於9月下旬派台，官方Lyrics Video至今點擊率超過160萬。此曲獲得「叱吒十大 第六位」及「CASH最佳歌詞」，更成為「全球華人至尊金曲」，也使謝安琪五奪「CASH最佳女歌手演繹獎」。
《Kontinue》在坊間口碑相當不俗，唱片發行首周即空降所有本地實體唱片銷售榜冠軍，包括香港唱片商會銷量榜冠軍、香港HMV冠軍、香港唱片排行榜冠軍、CD Warehouse冠軍和Sky Music冠軍。網上音樂商店方面，KKBOX派台首日即登上專輯榜冠軍，並佔據四大電子傳媒流行榜冠軍，成為本年度第二首四台冠軍歌。以專輯計算，繼《最好的時刻》和《勢不兩立》後，《獨家村》為《Kontinue》奪下第三首四台冠軍歌，令《Kontinue》成為2010年代首張有三首四台冠軍曲的廣東專輯，平了容祖兒 2006年廣東專輯《Close Up》一碟三首四台冠軍的記錄。此專輯更於2014年度新城勁爆頒獎禮中奪得「新城勁爆年度專輯大獎」，又獲封雅虎搜尋人氣大獎2014的《人氣大碟》，成績優異。謝安琪憑著當年出色的表現重奪失去多年的「我最喜愛的女歌手」寶座。她也成為該年度新城勁爆頒獎禮大贏家。與群星合唱的《撐起雨傘》使她再奪「叱咤樂壇我最喜愛歌曲大獎」。
在年頭，專輯曲《家明》及《篋神》先後派台上榜。《家明》取得一冠兩亞的成績，Youtube影片至今點擊率超過100萬。此外，謝安琪於2015年5月5日的《拾回謝安琪》十週年企劃啟動記者招待會透露多個企劃，例如與不同界別人士作新嘗試，與其他藝人一起接受不同挑戰等，而音樂的計劃則包括推出國語及粵語專輯，以及舉行巡迴演唱會。
第三隻國語大碟名為《數愛》，專輯取名源自謝安琪的點子：國語的「帥」字跟「數愛」的拼音相同，及後她一一細數多年來所認識和喜愛的音樂人，如方大同、李榮浩、林俊傑等，並將他們集合起來參與這張專輯的製作，以紀錄自己在華語歌壇的心路歷程。首波主打為林俊傑作曲兼監製的《跟著眼淚轉彎》，在林俊傑《時：線 新地球》世界巡迴演唱會(香港站)中作全球首唱，其後於7月9日派台，可惜因同期推出了全城大熱的《羅生門》，使《跟著眼淚轉彎》的上榜時間延後，派台成績亦不理想，只在香港電台的中文金曲龍虎榜及新城國語力排行榜登上冠軍。專輯第二主打《香女人》於巡演首站前推出，邀得方大同作曲及鄭詩君填詞。謝安琪10年前在首張專輯收錄《臭男人》一曲，而《香女人》則像一個呼應。《香女人》派台成績不俗，同時在903專業推介、新城國語力排行榜及新城勁爆本地榜中取得冠軍，而香港電台中文金曲龍虎榜也取得第三名。可惜專輯製作隨着謝安琪在2016年宣布無限期暫別樂壇而擱置。
廣東歌曲方面，荔園Super Summer 2015的主題曲《最初的快樂》，更邀得著名樂壇教父顧嘉煇為她親自作曲，為顧氏榮休前的最後作品，並由林夕填詞及徐日勤編曲及監製。謝安琪又參與由麥浚龍與填詞人黃偉文計劃的愛情三部曲，擔任十年前歌曲《耿耿於懷》的女主角，與麥浚龍合唱《羅生門》，以女方角度唱出十年前已放下的一段戀情和十年後想對男方說的一番話。《羅生門》推出後好評如潮，火速於社交網絡廣泛傳播，試聽版的點擊率於一星期內達150萬，亦登上iTunes下載排行榜第一位，官方MV至今點擊率超過620萬。此曲取得三冠一亞的佳績，最後獲得「叱吒十大 第六位」、「KKBOX年度綜合單曲榜 冠軍」、「iTunes（香港區）- 年度最佳歌曲」及「CASH最佳歌曲大獎」，更成為「全球華人至尊金曲」。謝安琪亦憑著當年出色的表現再奪「女歌手銅獎」及「我最喜愛的女歌手」寶座。她也再次成為該年度叱吒頒獎禮及新城勁爆頒獎禮大贏家。
謝安琪出道十周年舉辦巡迴演唱會，2015年10月10日在澳門威尼斯人金光綜藝館舉行巡演首站。
2016年2月推出主打歌曲《山林道》，寓意自己錄音室位置和該街道典故，歌曲大受歡迎並成為三台冠軍歌，MV於同月29日上載至YouTube，至今累積觀看次數已突破770萬，成為謝安琪所有MV之中總觀看次數最多的作品。此曲更奪得「iTunes（香港區）- 年度最佳歌曲」、「CASH最佳旋律」、「CASH最佳歌詞」及「CASH最佳歌曲大獎」。香港站於2016年4月15及16日在紅磡體育館順利演出，是她第三次登上紅館，優先購票階段就因反應熱烈而增加供應量。。在演唱會前夕，推出十年紀念歌曲《拾回》，演唱會完成後宣布休息一年。
2016年4月，於其演唱會上表示由於希望可以在人生路上作一個休息，因此宣布無限期暫別樂壇及不會參加一切公開活動，並解散了自組的邁亞音樂及Ban Ban Music，亦終結與共事多年的經理人夏森美的合作，同時將所有上載至「邁亞音樂」的音樂短片下架，包括大熱作品《獨家村》、《山林道》。直至同年8月，於訪問當中仍然表示沒有復出的想法。
2016年5月，美國海軍到訪香港迪士尼樂園，獻唱謝安琪的《山林道》。
2016年9月，其丈夫張繼聰於社交媒體宣布謝安琪再度懷孕。2017年3月，生下長女，時隔近10年再度成為人母。2017年8月，表示現在就很享受家庭生活，暫時不會接任何工作，並入股蕭潤邦的生煎包店，她稱選擇蕭當工作拍檔是因為大家識於微時，目前忙於照顧女兒和做生意，暫不會復出唱歌。然而，謝安琪卻在同年10月簽約加盟幻國文化娛樂，計劃於2018年正式回歸樂壇。
自2016年《山林道》後闊別樂壇的謝安琪，卻於2017年年底簽約Juno提早復出，並隨即在2018年年頭重新投入工作，先為印度電影《打死不離歌星夢》演唱廣東話版主題曲《歌聲如初》。謝安琪表示自己很喜歡阿米爾汗的電影，更視他為偶像。謝安琪在接受電台訪問時，曾多次指出在誕女後本來打算養尊處優、沒有復出的計劃，但由於在2015年合作《羅生門》爆紅的麥浚龍的積極邀請加盟並擬定完整的音樂計劃，使謝安琪感到非常吸引因此提早復出。
6月7日，商業電台播放謝安琪回歸樂壇的第一主打聲段，預告於6月11日首播由雷頌德作曲、林夕填詞的主打歌《人妻的偽術》。作為謝安琪的復出之作，《人妻的偽術》亦順利拿下三大電台流行榜的冠軍位置，官方MV至今點擊率超過250萬。為了呈現人妻的無奈感，麥浚龍提出讓從未抽煙的謝安琪破天荒大量抽烟，她總共花了四星期學習吸煙的姿態，並在拍攝歌曲的MV時，攤坐在浴缸上一鏡連續拍攝，從安座浴缸中享受着一根香煙，在曲終前把煙擠熄，離開浴缸，緊接拍攝宣傳照時更抽了十多根香烟，更成為熱門話題。
8月27日，謝安琪宣佈第二主打、由阿Bert作曲、黃偉文填詞的《一個女人和浴室》派台，並在商台《叱咤樂壇》中首播，訪問亦提及謝安琪與麥浚龍的合作亦預告暫定將於11月推出兩人音樂企劃「董折與浦銘心」的音樂合輯。在這個企劃當中，Kay飾演的「浦銘心」以倒序方式派歌，Juno的「董折」則為順序（其第一派台則為《勇悍·17》）。10月尾，麥浚龍亦推出其第二支派台作品《困獸·28》。而《一個女人和浴室》亦成為兩台冠軍歌。
11月7日，謝安琪和拍檔麥浚龍成功舉行「謝安琪 x Juno拉闊音樂會」，以微電影形式，展示兩人合作的新碟概念，以及與王雙駿及Jerald合作，在末段更出現古天樂的片段和歌聲。11月8日，《一個女人和浴室》的合唱版《(一個男人) 一個女人和浴室》更於商業電台903叱咤樂壇上派台，由古天樂和謝安琪合唱，更找來Ted Lo編曲，增添歌曲的流行元素，而古天樂則飾演浦銘心的第二任丈夫「藍定凌」。在叱咤樂壇的訪問上，Juno則透露其第三集是《暴裂·34》。在較早前，填詞人黃偉文亦在其Instagram宣佈為謝安琪的新歌《偷情的禮儀》(當時尚未派台、馮穎琪作曲)填詞，更表示合共為浦銘心的角色填三首詞。
11月19日，商業電台公佈「叱咤樂壇 我們的大學叱咤巡迴頒獎禮」的結果，由八間大學的學生投選的最喜愛女歌手中，謝安琪在七間（包括香港大學、香港中文大學、香港科技大學、香港理工大學、香港浸會大學、香港樹仁大學、香港公開大學）大學取勝，並親自走遍各間大學領獎。
12月3日，謝安琪公佈她的第三首主打歌，在商台節目《叱咤樂壇》中首播的《沐春風》，由王雙駿作曲、周耀輝填詞。
12月12日，謝安琪和拍檔麥浚龍推出合輯《the album part one》，全碟共收錄7首歌曲。內容是關於一個人生的故事，每個角色會遇到不同的人、不同的處境。唱片的建議零售價比市面上的其他專輯高出一大截，但仍然登上香港唱片商會銷量榜冠軍位置。
年末，謝安琪出席香港電台頒獎禮，為唱片店HMV清盤消息嘆息及感到唏噓，認同唱片業難經營，希望樂迷多支持本地唱片。她並在該年度新城勁爆頒獎禮奪得「勁爆女歌手」獎。
2019年1月1日，謝安琪在2018年度叱咤樂壇流行榜頒獎典禮上榮獲叱咤樂壇女歌手金獎，是她生涯中首次奪得女金獎項，成為首位亦是目前唯一一位獲得「叱咤大滿貫」的女歌手。她又以歌曲《一個女人 和浴室》取得叱咤十大第二位，更憑與麥浚龍合作的《the album part one》第二次獲頒叱咤樂壇至尊唱片大獎，以及第4度當選叱咤樂壇我最喜愛的女歌手，合共在四個項目獲獎。另於第四十一屆香港電台十大中文金曲頒獎禮中首奪最優秀流行女歌手。
3月11日，推出2019年的第一首主打歌《其實寂寞》，再次和林夕合作，並和麥浚龍的《寂寞就如》同時派台，兩首歌亦合成一個MV推出。歌曲在流行榜取得1冠2亞的成績，在新城997榜榮登冠軍位置。3月12日，謝安琪出席KKBOX風雲榜音樂會，擔任表演嘉賓，卻因主辦方提供的Ear Mon故障，令Kay未能聽到音樂，致令表演受阻。事後接受訪問時，Kay亦坦言進入後台後「爆喊」，事件令不少歌迷紛紛聲討KKBOX，最終對方亦鄭重道歉，並獲得原諒。
5月16日，謝安琪推出與麥浚龍合唱的第二派台作品《廢話》，並成為「McCafe」的主題曲。7月20日，謝安琪推出第三首派台作品《偷情的禮儀》，由馮穎琪作曲，黃偉文填詞，與麥浚龍的《情感的廢墟》同時推出。歌曲在叱咤903獲得冠軍。10月4日，謝安琪推出第四首派台作品《773312》，乃《kay...isn't me演唱會》的主題曲，由Kiri T作曲、周耀輝填詞。10月9日至12日，成功舉辦一連四場的紅館演唱會。
11月6日，謝安琪推出年度壓軸主打歌曲《我們的基因》，由伍樂城作曲，林夕填詞，唱片公司幻國文化建議歌迷投選此曲為「我最喜愛的歌曲」，並打入十五強。
2019年12月24日，謝安琪與麥浚龍共同推出《the album》系列的第二集《the album and the rest of it...》的數位專輯，並於12月28日推出實體版本。
1月1日，謝安琪在2019年度叱咤樂壇流行榜頒獎典禮中蟬聯叱咤樂壇女歌手金獎。此外，她亦憑《the album》衛冕「叱咤樂壇至尊唱片大獎」。
2020年1月8日，謝安琪的第六首派台歌曲《我在陽台上看你》正式派台。及後，謝安琪在十大中文金曲頒獎禮中蟬聯「最優秀流行女歌手」。
2020年12月12日，謝安琪與麥浚龍的合輯《the album and the end of it》正式上架，歌曲包括《三生一吻》、《合唱歌》、《只想死於你身邊》等13首歌曲，此專輯也為與麥浚龍合作為期三年的音樂企劃畫上句號。
謝安琪初出道時，知名度不高，其後因在2008年歌唱事業大幅躍進，知名度亦大幅提升，從而令她成為廣告商的新寵，她連續接拍Lipton、~H2O+、屈臣氏、豐澤等多個電視及平面廣告。亦多次獲邀擔任品牌代言人和活動大使，如《飢饉三十》、世界自然基金會等國際知名組織亦青睞謝安琪，令她接連擔任多項非牟利機構的大使。

### 回歸獨立：2021年－至今
離開幻國文化後，謝安琪再次成為獨立歌手，自資成立唱片公司「淺白本部」（Light White Studio）。於同年6月6日推出單曲《離不開》，並擔任該曲的「曲、詞、編、監」，亦是她首次全權負責歌曲的製作。 同年12月29日，於香港會議展覽中心舉行其组建獨立廠牌後首個個人音樂會《MOOV Live 謝安琪》。
2022年5月，謝安琪在音樂串流平台Spotify「EQUAL Global Music Program」企劃中，獲選為該月份的香港代表，肖像登在美國紐約時代廣場屏幕上。

### 影視事業

#### 拍攝電影
經過2008年音樂事業的出色發展之後，謝安琪成為各大機構的新寵兒，除了獲邀拍攝多個廣告外，她更在2009年獲得電影公司的青睞，先接拍葉念琛電影《保持愛你》，擔任單元女主角，其後在《死神傻了》更首次擔正女主角，惟電影成績未如理想，票房十分慘淡，令謝安琪的電影發展受挫。其後在張家輝電影《大追捕》中飾演女配角，她更在電影中大膽演出，有多幕激烈打鬥鏡頭，更與男主角張家輝有對手戲，而她的表現更獲得對方盛讚。

#### 拍攝電視劇
謝安琪於2015年初為TVB拍攝劇集《殭》首次擔任女主角，在該劇中飾演殭屍，與擔任「不死人」的鄭嘉穎合作拍攝，其他演員有黃又南、陳凱琳等。該劇於2016年4月11日首播。謝安琪亦擔任該劇主題曲《諸神混亂》的主唱，官方audio video至今點擊率超過140萬。

### 爭議
- 2007年，謝安琪未婚懷孕誕下一子，身為基督教徒的她被批評，謝安琪回應「自責玷污教徒身份」，需要「找牧師懺悔」，及令其新唱片公司計劃受阻延感抱歉[69]。
- 2009年起，謝安琪因身體欠佳而走音 ，被抨擊唱歌失準[70]。《晴報》報導評論：「謝安琪多年來走音後經常以患病作『擋箭牌』，加上與唱片公司合約問題，令其形象每況愈下」[71]。
- 2018年2月，時值冬季流行性感冒在香港廣泛蔓延，網絡上家長群組瘋傳一段謝安琪的錄音，內容質疑流感疫苗的來源、製造及成效問題，包括疫苗成效甚低、製造過程加入水銀和鋁、沒有進行安全檢測等。言論引發醫學界和專家反駁和批評，包括香港醫學專科學院、香港醫學會、醫院藥劑師學會、杏林覺醒和衛生署。其中衛生署稱流感疫苗已沿用70年，不含活病毒或水銀等化學物質，也不會傳播變種病毒。其他醫學界團體亦分別發表聲明譴責言論，批評其「荒唐、完全沒有科學根據及嚴重誤導」[72][73]。港大感染及傳染病中心總監何栢良更稱希望大眾勿將醫學資訊「娛樂化」，呼籲「天王高抬貴手，娛樂歸娛樂、醫學歸醫學」[74]。其後，謝安琪於社交網站承認錄音來自她和朋友間的私人交談，無意公開錄音亦無意影響大眾對流感疫苗的看法，並表示對錄音輾轉被公開感到非常詫異[72][73]。

### 音樂風格
謝安琪的合作對象主要是香港全職音樂創作人周博賢，初出道時的歌曲就多數由周包辦曲詞，此後二人合作無間。現時謝安琪正逐漸增加個人創作的比例，如作曲《勢不兩立》、《正視·愛》，更為四季曲系列包辦曲詞，包括《離不開》、《未見過世面的招積》、《靜夜歌》、《團圓說》。
她的歌曲按特色可粗分如下：
- 一種是充滿香港本土特色和平民化的，例如說茶餐廳眾生相的《我愛茶餐廳》和描繪露宿者悲慘景況的《愁人節》；
- 一種則有關時事，隱喻味道較重，如《直角等於三角形》、《最好的時刻》、《雞蛋與羔羊》、《獨家村》和《家明》等；
- 一種屬於需要一定歌唱技巧的非主流歌，如有不少高音挑戰位的《我歌......故我在》和《後窗知己》、以及現場演唱難度極高的歌曲，如《廢話》、《773312》等；
- 一種是K歌，又分情歌，如《鍾無艷》、《祝英台》等，以及在流行度和個人特色之間取得甚好平衡的，如《囍帖街》、《年度之歌》、《山林道》、《載我走》等。
- 亦有一些比較冷門的如《賴床》、《浮雲》、《替你高興》、《大城小動》等。

### 個人形象
謝安琪的個人形象素來健康，雖曾有未婚懷孕及被指整容等負面消息，但仍廣受年輕樂迷歡迎。除了在2010年獲選香港十大傑出青年外，亦在年輕網民聚集地高登討論區舉辦的高登女神選舉中包辦全部四屆冠軍（2012年-2015年），可見其受歡迎程度。
謝安琪曾在頒獎禮表示在走紅之前收入不高，因此感激家人對自己工作的支持（以其學歷原本可以投身收入較穩定的專業行業）。其後有傳媒報道，這段期間她與張繼聰過著非常節儉的生活，所以她又被稱做「慳妹」。她試過捱窮，曾經零收入，花光儲蓄，但為了自己喜愛的音樂工作，依然堅持下去。
謝安琪致力投身於慈善事業，經常「落區」，探訪山區兒童、劏房家庭及基層家庭，又參與饑饉活動及助養小孩，被稱為「樂壇區議員」。她也關注社會上患有不同疾病的人士，如自閉症、心臟病患者。
2014年1月，《蘋果日報》專欄作家葉朗程於情陷夜中環發表BB豬一文，指出若果他是陳奕迅，在他眼前有兩個選項，分別是A餐 徐濠縈+5億、及B餐 謝安琪+50萬，他會毫不猶疑選擇B餐（成為張繼聰），這篇專欄於社會上引起極大迴響，自始，謝安琪亦有了「B餐」之稱號。
2020年3月，世界自然基金會香港分會（WWF）邀請了謝安琪及陳柏宇同場擔任活動大使，宣揚實踐可持續生活。

### 家庭生活
謝安琪的丈夫是香港歌手及演員張繼聰。兩人於2006年訂婚，2007年1月20日下午7時於香港富豪機場酒店舉行婚禮。同年，他們的長子出生。2017年，生下長女。
謝安琪在電台節目《公子會》透露自己的初戀是一名「鋼琴大師」，非常有才華，職業為建築師，相戀七年後分手，更因過度傷心而爆肺。
第二任男友則是藝術家「易經男」，任職室內設計師，拍拖途中男方移民美國，展開異地戀。謝安琪更透露大學入讀美國研究的原因是為了了解美國文化，探討是否適合到美國與當時的男朋友生活，戀情維持六年，因她難抵單身生活而分手。

## 音樂作品

### 錄音室專輯
| #    | 發行日期       | 發行公司                  | 名稱                                             | 類型 |
| ---- | -------------- | ------------------------- | ------------------------------------------------ | ---- |
| 1st  | 2005年5月6日   | Avex Asia                 | Kay One                                          | 大碟 |
| 2nd  | 2006年6月2日   | Avex Asia                 | Ksus2                                            | EP   |
| 3rd  | 2007年1月19日  | 新藝寶                    | The First Day                                    | 精選 |
| 4th  | 2007年12月11日 | 新藝寶                    | 3/8                                              | 精選 |
| 5th  | 2008年7月24日  | 新藝寶                    | Binary                                           | 大碟 |
| 6th  | 2009年3月19日  | 新藝寶                    | Yelling                                          | 大碟 |
| 7th  | 2009年12月21日 | 新藝寶                    | Slowness                                         | 大碟 |
| 8th  | 2010年11月10日 | 新藝寶                    | 第二個家                                         | 大碟 |
| 9th  | 2011年10月14日 | 新藝寶                    | 你們的幸福                                       | 大碟 |
| 10th | 2013年9月17日  | 新藝寶                    | 最好的時刻2006-2012                              | 精選 |
| 11th | 2013年9月20日  | 金牌大風                  | 謝－安琪                                         | 大碟 |
| 12th | 2014年9月29日  | 邁亞音樂                  | Kontinue                                         | 大碟 |
| 13th | 2018年12月12日 | Silly Thing、幻國文化娛樂 | the album part one （與麥浚龍合輯）              | 大碟 |
| 14th | 2019年12月28日 | Silly Thing、幻國文化娛樂 | the album and the rest of it... （與麥浚龍合輯） | 大碟 |
| 15th | 2020年12月12日 | Silly Thing、幻國文化娛樂 | the album and the end of it （與麥浚龍合輯）     | 大碟 |

### 幕後作品
| 年份 | 歌曲名稱                      | 參與部分               | 收錄專輯                 |
| ---- | ----------------------------- | ---------------------- | ------------------------ |
| 2007 | 開卷快樂                      | 填詞                   | Kay One                  |
| 2013 | 到南邊走走                    | 作曲                   | 謝－安琪                 |
| 2014 | 勢不兩立                      | 作曲                   | Kontinue                 |
| 2014 | 正視·愛                       | 作曲、填詞             | Kontinue                 |
| 2016 | 拾回                          | 填詞                   |                          |
| 2021 | 離不開 （页面存档备份，存于） | 作曲、填詞、編曲、監製 |                          |
| 2021 | 未見過世面的招積              | 作曲、填詞、監製       |                          |
| 2021 | 靜夜歌                        | 作曲、填詞、監製       |                          |
| 2021 | 團圓說                        | 作曲、填詞、監製       |                          |
| 2022 | 越州公路193（主唱：193）      | 監製                   |                          |
| 2023 | Lost and Found                | 作曲                   | 《4拍4家族》電影原聲大碟 |

### 電視歌曲
- 2008年：十優生（TVB電視劇《師奶股神》主題曲）
- 2009年：兩生關（TVB電視劇《富貴門》插曲）
- 2009年：最後晚餐（香港電台電視劇《有房出租》主題曲）
- 2010年：大愛感動（有線娛樂台韓劇《同伊》主題曲）
- 2010年：命不需要認（有線娛樂台韓劇《同伊》插曲）
- 2010年：大城小動（香港電台電視節目香港故事主題曲）～〈第14至19輯、第21輯及第24至40輯〉
- 2012年：我的父親是爸爸（有線娛樂台大陸劇《養父》主題曲）
- 2013-2021年：夢（多啦A夢片頭曲）～〈水田版第3至7輯〉
- 2013年：還想（TVB電視劇《情越海岸線》主題曲）
- 2013年：我們都被忘了、眼淚的名字（民視偶像劇《我愛你愛你愛我》片尾曲、插曲）
- 2015年：跟著眼淚轉彎（八大電視韓劇《看見味道的少女》片尾曲）
- 2016年：諸神混亂（TVB電視劇《殭》主題曲）
- 2016年：孤嶺花（TVB電視劇《巾幗梟雄之諜血長天》主題曲）
- 2023年：撕裂的樂章、講不出的原因（ViuTV電視劇《法與情》主題曲、插曲）

### 電影歌曲
- 2023年：毋忘（電影《4拍4家族》主題曲）
- 2023年：Lost and Found (電影《4拍4家族》插曲)
- 2023年：Go On - Full Band（電影《4拍4家族》插曲）

### 派台歌曲成績
| 派台歌曲成績（四台）            | 派台歌曲成績（四台）          | 派台歌曲成績（四台） | 派台歌曲成績（四台） | 派台歌曲成績（四台） | 派台歌曲成績（四台） | 派台歌曲成績（四台）                                                                   | 派台歌曲成績（四台）                                                                   |
| ------------------------------- | ----------------------------- | -------------------- | -------------------- | -------------------- | -------------------- | -------------------------------------------------------------------------------------- | -------------------------------------------------------------------------------------- |
| 唱片                            | 歌曲                          | 903                  | RTHK                 | 997                  | TVB                  | 備註                                                                                   | 備註                                                                                   |
| 2005年                          |                               |                      |                      |                      |                      |                                                                                        |                                                                                        |
| Kay One                         | 姿色份子                      | 10                   | 16                   | -                    | 7                    |                                                                                        |                                                                                        |
| Kay One                         | 我歌...故我在                 | 12                   | -                    | -                    | -                    |                                                                                        |                                                                                        |
| Kay One                         | 臭男人                        | 4                    | 18                   | 16                   | -                    |                                                                                        |                                                                                        |
| Kay One                         | 開卷快樂                      | 16                   | -                    | -                    | -                    |                                                                                        |                                                                                        |
| Kay One                         | 一人之夏                      | 17                   | -                    | -                    | -                    |                                                                                        |                                                                                        |
| Kay One Plus                    | 跟我走                        | 11                   | 6                    | -                    | 1                    | 首支冠軍歌                                                                             | 首支冠軍歌                                                                             |
| 2006年                          |                               |                      |                      |                      |                      |                                                                                        |                                                                                        |
| Ksus2                           | 愁人節                        | 1                    | 5                    | 7                    | 1                    | 首支兩台冠軍歌                                                                         | 首支兩台冠軍歌                                                                         |
| Ksus2                           | 亡命之途                      | 3                    | 5                    | -                    | -                    |                                                                                        |                                                                                        |
| Ksus2                           | 菲情歌                        | 14                   | 4                    | 5                    | 3                    |                                                                                        |                                                                                        |
| All the Best                    | 滄海遺珠                      | -                    | -                    | 5                    | 4                    | 與劉浩龍合唱                                                                           | 與劉浩龍合唱                                                                           |
| The First Day                   | 後窗知己                      | 20                   | 5                    | 2                    | 5                    |                                                                                        |                                                                                        |
| The First Day                   | 節外生枝                      | 1                    | 1                    | -                    | 1                    | 首支三台冠軍歌                                                                         | 首支三台冠軍歌                                                                         |
| 2007年                          |                               |                      |                      |                      |                      |                                                                                        |                                                                                        |
| The First Day                   | 第一天                        | 4                    | 10                   | 2                    | ×                    | OT：Sandrine ~ Let The Love                                                            | OT：Sandrine ~ Let The Love                                                            |
| 3/8                             | 3/8                           | 2                    | 8                    | -                    | -                    |                                                                                        |                                                                                        |
| 3/8                             | 鍾無艷                        | 1                    | 1                    | 2                    | 5                    | 跨年上榜                                                                               | 跨年上榜                                                                               |
| 2008年                          |                               |                      |                      |                      |                      |                                                                                        |                                                                                        |
| 3/8                             | 神奇女俠的退休生活            | 3                    | 1                    | 2                    | 1                    |                                                                                        |                                                                                        |
| Binary                          | 十七度                        | 1                    | 3                    | 1                    | 1                    |                                                                                        |                                                                                        |
|                                 | 心火相傳                      | ×                    | 1                    | ×                    | ×                    | 連同吳雨霏、林峯合唱 RTHK《太陽計劃2008》主題曲                                        | 連同吳雨霏、林峯合唱 RTHK《太陽計劃2008》主題曲                                        |
| Binary                          | 囍帖街                        | 1                    | 1                    | 1                    | 1                    | 首支四台冠軍歌                                                                         | 首支四台冠軍歌                                                                         |
| Love 08 情歌集                  | 同心同路                      | ×                    | 1                    | ×                    | ×                    | 與關楚耀、張敬軒、孫耀威、譚詠麟合唱 RTHK《我是香港人》主題曲                          | 與關楚耀、張敬軒、孫耀威、譚詠麟合唱 RTHK《我是香港人》主題曲                          |
| Binary                          | 十字架                        | 5                    | 2                    | 3                    | ×                    |                                                                                        |                                                                                        |
| Binary                          | 私隱線                        | 13                   | -                    | -                    | ×                    |                                                                                        |                                                                                        |
| 2009年                          |                               |                      |                      |                      |                      |                                                                                        |                                                                                        |
| Binary                          | 港女的幸福星期日              | -                    | -                    | -                    | ×                    |                                                                                        |                                                                                        |
| Yelling                         | 祝英台                        | 1                    | 1                    | 1                    | 1                    | 四台冠軍歌                                                                             | 四台冠軍歌                                                                             |
| Yelling                         | 年度之歌                      | 1                    | 1                    | 1                    | 1                    | 四台冠軍歌                                                                             | 四台冠軍歌                                                                             |
| Yelling                         | 吶喊                          | 15                   | 8                    | 4                    | ×                    | 《好多謝安琪吶喊演唱會2009》主題曲                                                     | 《好多謝安琪吶喊演唱會2009》主題曲                                                     |
| Yelling                         | 字裡行奸                      | -                    | -                    | 6                    | ×                    |                                                                                        |                                                                                        |
| Yelling                         | 我最喜愛的歌                  | -                    | 9                    | 3                    | ×                    |                                                                                        |                                                                                        |
| Uni-Power合唱造大力量           | 人人英雄                      | 4                    | -                    | -                    | -                    | 與環球群星合唱                                                                         | 與環球群星合唱                                                                         |
| Uni-Power合唱造大力量           | 青春無晦                      | 4                    | -                    | -                    | ×                    | 與陳奕迅合唱                                                                           | 與陳奕迅合唱                                                                           |
| Slowness                        | 活著                          | 1                    | 1                    | 1                    | 3                    | 跨年上榜                                                                               | 跨年上榜                                                                               |
| 2010年                          |                               |                      |                      |                      |                      |                                                                                        |                                                                                        |
| Slowness                        | 藝妓回憶錄                    | 1                    | 5                    | 2                    | ×                    |                                                                                        |                                                                                        |
| Slowness                        | 雨過天陰                      | 7                    | 1                    | 2                    | ×                    |                                                                                        |                                                                                        |
| Slowness                        | 載我走                        | -                    | 13                   | -                    | ×                    |                                                                                        |                                                                                        |
| 第二個家                        | 脆弱                          | 1                    | 2                    | 1                    | ×                    | 新城國語力：(1)                                                                        | 新城國語力：(1)                                                                        |
| 第二個家                        | 再見                          | 1                    | 10                   | 3                    | ×                    | 跨年上榜 新城國語力：2                                                                 | 跨年上榜 新城國語力：2                                                                 |
| 2011年                          |                               |                      |                      |                      |                      |                                                                                        |                                                                                        |
| 第二個家                        | 沒有發生的愛情                | -                    | -                    | -                    | ×                    | 新城國語力：2                                                                          | 新城國語力：2                                                                          |
| 你們的幸福                      | 十二月二十                    | 1                    | 1                    | 1                    | ×                    | 三台冠軍歌                                                                             | 三台冠軍歌                                                                             |
| 你們的幸福                      | 你們的幸福                    | 1                    | 1                    | 1                    | ×                    | 《謝安琪2012你們的幸福演唱會》主題曲 三台冠軍歌                                        | 《謝安琪2012你們的幸福演唱會》主題曲 三台冠軍歌                                        |
| 你們的幸福                      | 十二月二十二                  | 2                    | -                    | -                    | ×                    |                                                                                        |                                                                                        |
| 2012年                          |                               |                      |                      |                      |                      |                                                                                        |                                                                                        |
| 你們的幸福                      | 臨崖勒馬                      | 2                    | 1                    | 2                    | ×                    |                                                                                        |                                                                                        |
| 最好的時刻2006-2012             | 獨行俠侶                      | 17                   | 3                    | 1                    | ×                    | 與蘇永康合唱                                                                           | 與蘇永康合唱                                                                           |
| 2013年                          |                               |                      |                      |                      |                      |                                                                                        |                                                                                        |
|                                 | 喜氣洋洋                      | 19                   | 11                   | -                    | -                    | 與星煥群星合唱                                                                         | 與星煥群星合唱                                                                         |
| 謝－安琪                        | I Have a Dream                | -                    | -                    | -                    | 2                    | 新城國語力：1、TVB8：1                                                                 | 新城國語力：1、TVB8：1                                                                 |
| Kontinue                        | 最好的時刻                    | 1                    | 1                    | 1                    | 1                    | 四台冠軍歌                                                                             | 四台冠軍歌                                                                             |
|                                 | Let's Fly Away                | -                    | -                    | -                    | ×                    | 演藝人協會群星合唱                                                                     | 演藝人協會群星合唱                                                                     |
| 謝－安琪                        | 兩雙                          | 8                    | -                    | -                    | ×                    | 與吉克隽逸合唱 新城國語力：2                                                           | 與吉克隽逸合唱 新城國語力：2                                                           |
| 謝－安琪                        | 眼淚的名字                    | 2                    | 1                    | 2                    | 1                    | 台北POP Radio：2 新城國語力：1、TVB8：1 台灣偶像劇《我愛你愛你愛我》插曲）             | 台北POP Radio：2 新城國語力：1、TVB8：1 台灣偶像劇《我愛你愛你愛我》插曲）             |
| 謝－安琪                        | 心不由己                      | -                    | 6                    | -                    | ×                    | 跨年上榜 新城國語力：1                                                                 | 跨年上榜 新城國語力：1                                                                 |
| 2014年                          |                               |                      |                      |                      |                      |                                                                                        |                                                                                        |
|                                 | 聯群結隊                      | ×                    | ×                    | ×                    | 4                    | 與草蜢合唱 TVB《快樂聯盟》主題曲                                                       | 與草蜢合唱 TVB《快樂聯盟》主題曲                                                       |
| Kontinue                        | 勢不兩立                      | 1                    | 1                    | 1                    | 1                    | 四台冠軍歌                                                                             | 四台冠軍歌                                                                             |
| Kontinue                        | 正視·愛                       | ×                    | 3                    | ×                    | ×                    | RTHK《親子共融滿校園嘉許計劃2014》主題曲                                               | RTHK《親子共融滿校園嘉許計劃2014》主題曲                                               |
| Kontinue                        | 獨家村                        | 1                    | 1                    | 1                    | 1                    | 四台冠軍歌 故事延續2013年陳奕迅歌曲「任我行」                                          | 四台冠軍歌 故事延續2013年陳奕迅歌曲「任我行」                                          |
|                                 | 撐起雨傘                      | 5                    | -                    | -                    | ×                    | 群星合唱                                                                               | 群星合唱                                                                               |
| Kontinue                        | 家明                          | 2                    | 8                    | 2                    | 1                    | 跨年上榜                                                                               | 跨年上榜                                                                               |
| 2015年                          |                               |                      |                      |                      |                      |                                                                                        |                                                                                        |
| Kontinue                        | 篋神                          | 12                   | 9                    | 5                    | ×                    |                                                                                        |                                                                                        |
|                                 | 跟著眼淚轉彎                  | 17                   | 1                    | 2                    | ×                    | 新城國語力：1 韓劇《看見味道的少女》台版片尾曲）                                       | 新城國語力：1 韓劇《看見味道的少女》台版片尾曲）                                       |
| Addendum                        | 羅生門                        | 1                    | 1                    | 1                    | 2                    | 跨年上榜 與麥浚龍合唱                                                                  | 跨年上榜 與麥浚龍合唱                                                                  |
| 懷顧：一個顧嘉煇的時代          | 最初的快樂                    | ×                    | ×                    | ×                    | -                    | 《荔園Super Summer 2015》主題曲                                                        | 《荔園Super Summer 2015》主題曲                                                        |
|                                 | 香女人                        | 1                    | 3                    | 1                    | ×                    | 新城國語力：1 DBC華語歌曲流行指數：11                                                  | 新城國語力：1 DBC華語歌曲流行指數：11                                                  |
|                                 | 有夢要想 - Happily Ever After | 14                   | -                    | 3                    | ×                    | 跨年上榜 新城勁爆勵志‧兒歌榜：1 DBC華語歌曲流行指數：7 《香港迪士尼樂園10周年》主題曲  | 跨年上榜 新城勁爆勵志‧兒歌榜：1 DBC華語歌曲流行指數：7 《香港迪士尼樂園10周年》主題曲  |
| 2016年                          |                               |                      |                      |                      |                      |                                                                                        |                                                                                        |
|                                 | 山林道                        | 1                    | 1                    | 1                    | -                    | 三台冠軍歌 DBC華語歌曲流行指數：1 全球華語歌曲排行榜：1 加拿大至 HIT 中文歌曲排行榜：1 | 三台冠軍歌 DBC華語歌曲流行指數：1 全球華語歌曲排行榜：1 加拿大至 HIT 中文歌曲排行榜：1 |
|                                 | 拾回                          | 12                   | 4                    | 2                    | ×                    | 《拾回 謝安琪 數愛世界巡迴演唱會》主題曲                                               | 《拾回 謝安琪 數愛世界巡迴演唱會》主題曲                                               |
| 2018年                          |                               |                      |                      |                      |                      |                                                                                        |                                                                                        |
|                                 | 歌聲如初                      | -                    | -                    | -                    | ×                    | 電影《打死不離歌星夢》主題曲                                                           | 電影《打死不離歌星夢》主題曲                                                           |
| the album part one              | 人妻的偽術                    | 1                    | 1                    | 1                    | ×                    | 三台冠軍歌 加拿大至 HIT 中文歌曲排行榜：1                                              | 三台冠軍歌 加拿大至 HIT 中文歌曲排行榜：1                                              |
| the album part one              | 一個女人 和浴室               | 1                    | 1                    | -                    | ×                    | 加拿大至 HIT 中文歌曲排行榜：1                                                         | 加拿大至 HIT 中文歌曲排行榜：1                                                         |
| the album part one              | （一個男人）一個女人 和浴室   | 6                    | -                    | 1                    | ×                    | 與古天樂合唱 加拿大至 HIT 中文歌曲排行榜：3                                            | 與古天樂合唱 加拿大至 HIT 中文歌曲排行榜：3                                            |
| the album part one              | 沐春風                        | 3                    | 1                    | 4                    | ×                    | 跨年上榜 加拿大至 HIT 中文歌曲排行榜：5                                                | 跨年上榜 加拿大至 HIT 中文歌曲排行榜：5                                                |
| 2019年                          |                               |                      |                      |                      |                      |                                                                                        |                                                                                        |
| the album and the rest of it... | 其實寂寞                      | 2                    | 2                    | 1                    | ×                    | 加拿大至 HIT 中文歌曲排行榜：1                                                         | 加拿大至 HIT 中文歌曲排行榜：1                                                         |
| the album and the rest of it... | 廢話                          | 7                    | -                    | -                    | ×                    | 與麥浚龍合唱 加拿大至 HIT 中文歌曲排行榜：2                                            | 與麥浚龍合唱 加拿大至 HIT 中文歌曲排行榜：2                                            |
| the album and the rest of it... | 偷情的禮儀                    | 1                    | 15                   | 2                    | ×                    | 加拿大至 HIT 中文歌曲排行榜：5                                                         | 加拿大至 HIT 中文歌曲排行榜：5                                                         |
|                                 | 773312                        | 3                    | 1                    | -                    | ×                    | 《Kay...isn't me. Live 2019》演唱會主題曲 加拿大至 HIT 中文歌曲排行榜：1               | 《Kay...isn't me. Live 2019》演唱會主題曲 加拿大至 HIT 中文歌曲排行榜：1               |
| the album and the rest of it... | 我們的基因                    | 1                    | 3                    | 1                    | ×                    | 跨年上榜 加拿大至 HIT 中文歌曲排行榜：4                                                | 跨年上榜 加拿大至 HIT 中文歌曲排行榜：4                                                |
| 2020年                          |                               |                      |                      |                      |                      |                                                                                        |                                                                                        |
| the album and the rest of it... | 我在陽台上看你                | 2                    | -                    | 7                    | ×                    | 加拿大至 HIT 中文歌曲排行榜：1                                                         | 加拿大至 HIT 中文歌曲排行榜：1                                                         |
| the album and the end of it     | 再度                          | 1                    | 3                    | ×                    | ×                    | 加拿大至 HIT 中文歌曲排行榜：(1)                                                       | 加拿大至 HIT 中文歌曲排行榜：(1)                                                       |
| 派台歌曲成績（五台）            |                               |                      |                      |                      |                      |                                                                                        |                                                                                        |
| 唱片                            | 歌曲                          | 903                  | RTHK                 | 997                  | TVB                  | ViuTV                                                                                  | 備註                                                                                   |
| 2020年                          |                               |                      |                      |                      |                      |                                                                                        |                                                                                        |
| the album and the end of it     | 合唱歌                        | 2                    | 16                   | 2                    | ×                    | -                                                                                      | 另派present及then版 與麥浚龍合唱 加拿大至 HIT 中文歌曲排行榜：2（then版：3）           |
| the album and the end of it     | 盡處                          | -                    | 14                   | -                    | ×                    | ×                                                                                      | 與麥浚龍合唱                                                                           |
| the album and the end of it     | Epilogue                      | 20                   | -                    | -                    | ×                    | ×                                                                                      | 與麥浚龍合唱 加拿大至 HIT 中文歌曲排行榜：7                                            |
| 2021年                          |                               |                      |                      |                      |                      |                                                                                        |                                                                                        |
|                                 | 離不開                        | 1                    | 1                    | ×                    | -                    | 1                                                                                      | 三台冠軍歌                                                                             |
|                                 | 背山望海離不開                | 19                   | -                    | -                    | ×                    | ×                                                                                      | 與Room307合唱                                                                          |
|                                 | 未見過世面的招積              | 1                    | ×                    | 5                    | ×                    | -                                                                                      | 加拿大至 HIT 中文歌曲排行榜：7                                                         |
|                                 | 靜夜歌                        | -                    | ×                    | -                    | ×                    | -                                                                                      | 加拿大至 HIT 中文歌曲排行榜：14                                                        |
|                                 | 團圓說                        | 1                    | ×                    | -                    | ×                    | ×                                                                                      | 跨年上榜 加拿大至 HIT 中文歌曲排行榜：4                                                |
| 2022年                          |                               |                      |                      |                      |                      |                                                                                        |                                                                                        |
|                                 | 憶年                          | 1                    | ×                    | -                    | ×                    | -                                                                                      | 加拿大至 HIT 中文歌曲排行榜：1                                                         |
|                                 | 我的波利海妮婭                | 9                    | ×                    | -                    | ×                    | 1                                                                                      | 跨年上榜（ViuTV） 加拿大至 HIT 中文歌曲排行榜：5                                       |
| 2023年                          |                               |                      |                      |                      |                      |                                                                                        |                                                                                        |
|                                 | 晚安                          | -                    | ×                    | -                    | ×                    | ×                                                                                      |                                                                                        |
|                                 | 成婚破浪                      | 3                    | ×                    | -                    | ×                    | 1                                                                                      | 加拿大至 HIT 中文歌曲排行榜：2                                                         |
|                                 | 撕裂的樂章                    | ×                    | ×                    | ×                    | ×                    | -                                                                                      | ViuTV劇集《法與情》主題曲                                                              |
| 2024年                          |                               |                      |                      |                      |                      |                                                                                        |                                                                                        |
|                                 | 講不出的原因                  | -                    | ×                    | ×                    | ×                    | -                                                                                      | ViuTV劇集《法與情》插曲 加拿大至 HIT 中文歌曲排行榜：5                                 |
| 2025年                          |                               |                      |                      |                      |                      |                                                                                        |                                                                                        |
|                                 | 50/50                         | 1                    | ×                    | 1                    | ×                    | 3                                                                                      | 加拿大至 HIT 中文歌曲排行榜：2                                                         |

| 各台冠軍歌總數 | 各台冠軍歌總數 | 各台冠軍歌總數 | 各台冠軍歌總數 | 各台冠軍歌總數 | 各台冠軍歌總數    | 各台冠軍歌總數    |
| -------------- | -------------- | -------------- | -------------- | -------------- | ----------------- | ----------------- |
| 四台a          | 903            | RTHK           | 997            | TVB            | 備註              | 備註              |
| 四台a          | 30             | 26             | 20             | 13             | 四台冠軍歌總數：6 | 四台冠軍歌總數：6 |
| 五台b          | 903            | RTHK           | 997            | TVB            | ViuTV             | 備註              |
| 五台b          | 5              | 1              | 1              | 0              | 3                 | 五台冠軍歌總數：0 |

- （*）仍在榜上
- （-）未能上榜
- （×）沒有派往該台，其中包括由於2009至2013年TVB與包括其所屬環球唱片及2021年新城與包括其所屬淺白本部的HKRIA版稅紛爭。
- （(1)）兩週冠軍
- ^  注解a：包括2020年後的冠軍歌曲
- ^  注解b：2020年起

## 演出作品

### 演唱會
以下列出謝安琪主要演唱會或音樂會，其他音樂會及擔任嘉賓的詳情可參見演唱會列表。
- 2006年10月21日：正東唱片成立十周年《10x10我至愛演唱會》，於紅館舉行，為謝安琪首次在紅館擔任主要演出者。
- 2009年5月8日至10日、13日至16日《好多謝安琪吶喊演唱會2009》，謝安琪首個紅館歌唱，舉行7場。
- 2010年1月14日-2月8日期間，到八大院校舉行《謝安琪Slowness大學巡迴mini live》，首站為她的母校香港大學。
- 2012年1月13日-14日，謝安琪第二次紅館個唱，舉行兩場《謝安琪2012你們的幸福演唱會》。
- 2012年11月30日至12月5日，參與《顧嘉煇大師经典演唱會》。
- 2014年9月27日，謝安琪第一次與師弟goldEN在麥花臣埸館舉行名為「謝安琪x goldEN《二元對立》音樂實驗場」音樂會。
- 2015年5月8日至5月19日，參與《顧嘉煇榮休盛典演唱會》。
- 2015年10月至2016年，舉行《拾回 謝安琪 數愛世界巡迴演唱會》，以澳門作巡演首站，於10月10日開始，並在4月於香港演出。
- 2019年10月9日至12日，舉行第四次紅館個唱《kay...isn't me. Live 2019》[89]。個唱更獲Juno斥資千萬元引用最新國際頂級音顏設備KSL System。[90]
- 2021年12月29日，於香港會議展覽中心舉行其組建獨立廠牌後首個個人音樂會《MOOV Live 謝安琪》。

此外，她亦曾多次擔任演唱會或音樂會嘉賓，詳見嘉賓列表。最矚目為她於2012年美國一個音樂劇任嘉賓，表現出色獲一致讚賞。

### 電視劇
無綫電視
| 首映   | 劇名                | 角色   | 角色性质   | 同劇演員                       | 備註                                                     |
| 2014年 | 《老表，你好hea！》 | 謝安琪 | 特別演出   | 王祖藍、王菀之、 張繼聰        | 原劇本計劃讓她演出「香港小姐冠軍」，張繼聰一人分演兩角。 |
| 2016年 | 《殭》              | 藍夢南 | 第一女主角 | 鄭嘉穎、黃又南、關禮傑、陳凱琳 |                                                          |

ViuTV
| 首映   | 劇名       | 角色            | 角色性质   | 同劇演員                     | 備註 |
| 2023年 | 《法與情》 | 郭恩琪（Angel） | 第一女主角 | 陳靜、李芯駖、岑珈其、賈曉晨 |      |

### 電影
| 首映   | 產地     | 片名               | 角色   | 角色性質       | 合作演員                                        | 備注                               |
| 2009年 | 香港     | 《保持愛你》       | 芳     | 雙女主角之一   | 鄧麗欣、側 田、梁祖堯                           |                                    |
| 2009年 | 香港     | 《死神傻了》       | 黃婉珊 | 第一女主角     | 陸永、C君、鄭融、許志安、陳偉霆、周柏豪、周秀娜 |                                    |
| 2011年 | 香港     | 《戀人絮語》       | 阿芝   | 三大女主角之一 | 彭于晏、陳奕迅、林嘉欣、范曉萱、向佐、曾志偉    |                                    |
| 2012年 | 香港     | 《大追捕》         | 歐陽瑩 | 雙女主角之一   | 任達華、張家輝、文詠珊                          | 2012年香港一週票房冠軍             |
| 2013年 | 中国大陆 | 《敦煌傳奇》       | 陳安妮 | 第一女主角     | 呂頌賢、周海媚、呂蒙                            |                                    |
| 2013年 | 香港     | 《末日派對》       | 陸韻怡 | 第一女主角     | 泰迪羅賓、黃貫中、劉浩龍、關楚耀                |                                    |
| 2023年 | 香港     | 《4拍4家族》       | 陳樂欣 | 第一女主角     | 泰迪羅賓、Anna hisbbuR、陳諾霆                  | 提名第42屆香港電影金像獎最佳女主角 |
| 2024年 | 香港     | 《臥底的退隱生活》 | 杜娟英 | 第一女主角     | 鄧月平、陳毅燊、唐詩詠                          |                                    |
| 2025年 | 香港     | 《祥賭必贏》       | 張姐   | 客串           | 蔡卓妍                                          |                                    |

### 電視節目
謝安琪初出道是實力掛帥，並未太著重外表，商業價值亦不高，因而甚少獲邀出席節目。直至2008年事業突飛猛進後，接連獲邀在多個節目亮相，曝光率大幅提升，多次上TVB出席節目。但在2009年因HKRIA版權風波的影響下，謝安琪首當其衝被TVB封殺，絕跡於「大台」多年，直至2013年離開四大系、轉公司之後才重返TVB，並接連出席節目，增加不少曝光率。

### 配音
- 2006年：《加菲貓2》 聲演 麗莎
- 2008年：《大耳仔走天涯》 聲演 豆豆公主
- 2008年：宮崎駿動畫系列 《崖上的波兒》 聲演 理莎
- 2009年：「跑online」 聲演 Kay
- 2010年：「香港國家地理頻道」聲音演出《大遷徙》---覓食求生
- 2012年：《大會堂．五十風華》聲音演出 （香港電台）
- 2012年：《兔俠傳奇》 聲演 牡丹
- 2013年：「香港明珠台」聲音演出《探索非洲》
- 2019年：《反斗奇兵4》聲演 寶貝

### 舞台劇
- 2006年8月：歌神英雄傳
- 2008年10月：08'森美小儀歌劇團 小孖俠

### 廣播劇
- 商業電台 - 地板對我說（客串）
  - Season 2 飾演 護士（第24集）
- 商業電台 - 黃金少年（客串）
  - Season 1 飾演 節目女主播（第14集）
  - Season 2 飾演 女歌手謝安肥（第7集）
- 香港電台 - 步落平行線（共10集）飾演 楊洋
- 商業電台 - 森之聖誕（不會飛走的氣球、不死心、愛情狗仔隊、提神咖啡、我的家、聖誕再造爸爸）

## 榮譽及獎項
謝安琪自2005年加入樂壇至今，已先後獲得數百個獎項。出道當年獲得叱咤生力軍銅獎及港台新人優異獎，2006年成績有所突破，憑《愁人節》勇奪叱咤十大第十位。2007年上半年雖然因懷孕而休息，仍憑《3/8》、《節外生枝》等熱播歌曲獲得叱咤女歌手銅獎，為其首次獲得女歌手獎項。2008年是謝安琪成就最高的一年，她憑《囍帖街》及《Binary》獲得多個獎項，其中在叱咤頒獎禮更勇奪6獎，包括叱咤頒獎禮至尊歌曲、至尊唱片及首奪我最喜愛的女歌手及歌曲獎，亦奪得勁歌頒獎禮的金曲金獎、港台全球華人至尊金曲、新城勁爆年度歌曲，更奪得四台聯頒音樂大獎歌曲獎、大碟獎、歌手獎。2009年亦憑《年度之歌》獲得不少獎項。2010年首次推出國語專輯，憑《脆弱》獲得叱咤十大第三位。2011年奪得叱咤女歌手銀獎及憑《你們的幸福》獲得十大中文金曲獎。2013年推出歌曲《最好的時刻》獲得十大中文金曲獎。2014年，謝安琪推出專輯《Kontinue》獲新城勁爆年度專輯大獎，而其中歌曲《獨家村》獲得多個獎項，包括港台全球華人至尊金曲獎，亦重奪叱咤我最喜愛的女歌手獎項。2015年，謝安琪再奪港台全球華人至尊金曲獎及叱咤我最喜愛的女歌手大獎。2018年，久休復出的謝安琪推出合輯《the album part one》，再奪叱咤至尊唱片，亦成為2010年代第一位「雙料女歌手」，亦是15年後首位雙料女金，除奪得叱咤女歌手金獎外，亦獲得我最喜愛的女歌手，也是叱吒頒獎禮史上首位囊括所有個人和歌曲大獎的女歌手，達至大滿貫成就，另外，她於第四十一屆香港電台十大中文金曲頒獎禮中首奪最優秀流行女歌手大獎。2019年再度獲頒叱咤樂壇女歌手金獎、至尊唱片大獎及最優秀流行女歌手大獎。
個人方面，謝安琪憑籍對樂壇的貢獻、致力投身於慈善事業等原因，於2010年成為香港十大傑出青年，對她的事業及個人都受到不少肯定。
謝安琪深受年輕網民歡迎，在著名網站高登討論區的「香港高登女神選舉」於2012年舉辦以來，謝安琪已連續四屆（2012-2015）奪得女神寶座，更被獲封為高登永遠榮譽女神，在網上甚受歡迎。

### 音樂獎項紀錄
- 2008年在「叱咤頒獎禮」共奪 6 獎（包括叱咤樂壇女歌手銀獎、我最喜愛的女歌手大獎、我最喜愛的歌曲大獎、叱咤樂壇至尊歌曲大獎、叱咤樂壇至尊唱片大獎、四台聯頒音樂大獎-歌曲獎），為當年之冠，亦為史上同屆贏得最多獎項的女歌手
- 2008年在四大頒獎禮獲得合共 16 獎，「四台聯頒音樂大獎」實現全滿貫，同時獲得「歌曲獎」、「大碟獎」、「歌手獎」及最高榮譽的「傳媒大獎」（獎項總數最多的歌手）
- 2008年憑《囍帖街》奪得四台最重要歌曲大獎（叱咤至尊歌曲、無綫勁歌金曲金獎、港台全球華人至尊金曲、新城勁爆年度歌曲）
- 2018年在「叱咤頒獎禮」首奪女歌手金獎，成為史上首位囊括所有個人和歌曲大獎的女歌手，達至大滿貫成就，亦是唯一一位完成「叱吒大滿貫」的2000年代歌手
- 2019年成功同時蟬聯「叱咤樂壇女歌手金獎」、「叱咤樂壇至尊唱片大獎」、「最優秀流行女歌手大獎」
- 在「叱咤頒獎禮」奪至少22.5獎，為2000年代出道，得獎最多的歌手
- 榮獲叱咤樂壇女歌手金獎、叱咤樂壇我最喜愛的女歌手、叱咤樂壇至尊歌曲大獎、叱咤樂壇我最喜愛的歌曲大獎、叱咤樂壇至尊唱片大獎五大獎項次數達13次[91][92]
- 4 度奪得民選「叱咤我最喜愛女歌手」（2008、2014-15、2018）
- 9 度奪得「叱咤樂壇女歌手獎」（2007-11、2015、2018-20），包括 2 次金獎（2018-19）、 4 次銀獎（2008-11）
- 3 度奪得「叱咤樂壇至尊唱片大獎」獎項（2008:《Binary》、2018:《The album part one》、2019:《the album and the rest of it...》），為女歌手之冠[92]
- 3 度奪得港台「全球華人至尊金曲」（2008、2014-15），為女歌手之冠
- 2 度奪得港台「最優秀流行女歌手大獎」（2018-19）
- 憑 8 首歌曲 7 度入圍民選「我最喜愛的歌曲大獎」最後五強（2006-08、2014[93]-16、2018），並曾於2008年和2014年獲獎[91]，為女歌手之冠，當中2008年更是史上次高終回票數（3868）
- 8 度奪得「叱咤十大」獎項（2006、2008-10、2014-15、2018、2022）
- 9 度奪得「港台十大中文金曲」（2008-11、2013-15、2018-19）
- 2005-11年連續七年無間斷獲得「叱咤頒獎禮」獎項；2008-15年連續八年無間斷獲得「十大中文金曲」獎項；2006-15年連續十年無間斷獲得「新城勁爆頒獎禮」獎項
- 2014年在「新城勁爆頒獎禮」及「叱咤頒獎禮」分別奪 4 獎及 2 獎，為當年之冠
- 2015年在「新城勁爆頒獎禮」共奪 4 獎，為當年之冠
- 2015年在「叱咤頒獎禮」共奪 2.5 獎，為當年女歌手之冠
- 2018年在「叱咤頒獎禮」共奪 3.5 獎，為當年之冠
- 2018年在「十大中文金曲頒獎音樂會」及「新城勁爆頒獎禮」分別奪 3 獎及 2.5 獎，為當年女歌手之冠
- 2019年在「十大中文金曲頒獎音樂會」奪 3 獎，為當年女歌手之冠
- 12 度入圍「叱咤我最喜愛女歌手獎」最後五強（2006-11、2014-16、2018-19、2023）
- 10 度奪得港台「優秀流行歌手大獎」（2008-15、2018-2019）
- 4 度奪得「勁歌金曲獎」（2008、2013-14[93]）
- 5 度奪得「Cash最佳女歌手演繹」（2006、2008-09、2011、2015）及 2 度奪得「Cash最佳歌曲大獎」（2015-16），為女歌手之冠
- 2 度奪得「iTunes音樂精選（香港區）- 年度最佳歌曲」（2015-16），為女歌手之冠